# Дома 1072 км
Дома 1072 км — починок в Малопургинском районе Удмуртской республики.

## География
Находится в южной части Удмуртии на расстоянии приблизительно 10 км на запад по прямой от районного центра села Малая Пурга у железнодорожной линии Казань-Агрыз.

## История
Известен с 1955 года как Казарма 1072 км. Входил до 2021 года в состав Уромского сельского поселения.

## Население
Постоянных жителей было: 21 в 2002 году (удмурты 100 %), 16 в 2012.